# Elezioni presidenziali in Algeria del 2014
Le elezioni presidenziali in Algeria del 2014 si tennero il 17 aprile e videro la riconferma del Presidente uscente Abdelaziz Bouteflika.

## Risultati
| Candidati            | Partiti                         | Voti       | %     |
| -------------------- | ------------------------------- | ---------- | ----- |
| Abdelaziz Bouteflika | Fronte di Liberazione Nazionale | 8 531 311  | 81,49 |
| Ali Benflis          | Indipendente                    | 1 288 338  | 12,31 |
| Abdelaziz Belaid     | Fronte per il Futuro            | 328 030    | 3,13  |
| Louisa Hanoune       | Partito dei Lavoratori          | 157 792    | 1,51  |
| Ali Fawzi Rebaine    | Ahd 54                          | 105 223    | 1,01  |
| Moussa Touati        | Fronte Nazionale Algerino       | 58 154     | 0,56  |
| Totale               | Totale                          | 10 468 848 | 100   |